# Valle di Casies
Gsies tiếng Đức) hoặc Valle di Casies tiếng Ý) là một đô thị ở Bolzano-Bozen province trong vùng Trentino-Alto Adige/Südtirol của Ý, có vị trí cách khoảng 110 km về phía đông bắc của Trento và khoảng 70 km về phía đông bắc của Bolzano, ở biên giới với Áo. Tại thời điểm ngày 31 tháng 12 năm 2004, đô thị này có dân số 2.136 người và diện tích là 108.7 km².
Đô thị Gsies có các frazioni (các đơn vị cấp dưới, chủ yếu là các làng) Colle di Fuori, Colle di Dentro, Planca di Sopra, Santa Maddalena Valbassa, San Martino Vallalta, Santa Maddalena Vallalta, San Martino Valbassa, và Planca di Sotto.
Gsies giáp các đô thị: Toblach, Innervillgraten (Austria), Welsberg-Taisten, Rasen-Antholz, Sankt Jakob in Defereggen (Austria), và Villabassa.